# Hackelia virginiana
Hackelia virginiana är en strävbladig växtart som först beskrevs av Carl von Linné, och fick sitt nu gällande namn av Ivan Murray Johnston. Hackelia virginiana ingår i släktet Hackelia och familjen strävbladiga växter. Inga underarter finns listade i Catalogue of Life.

## Bildgalleri

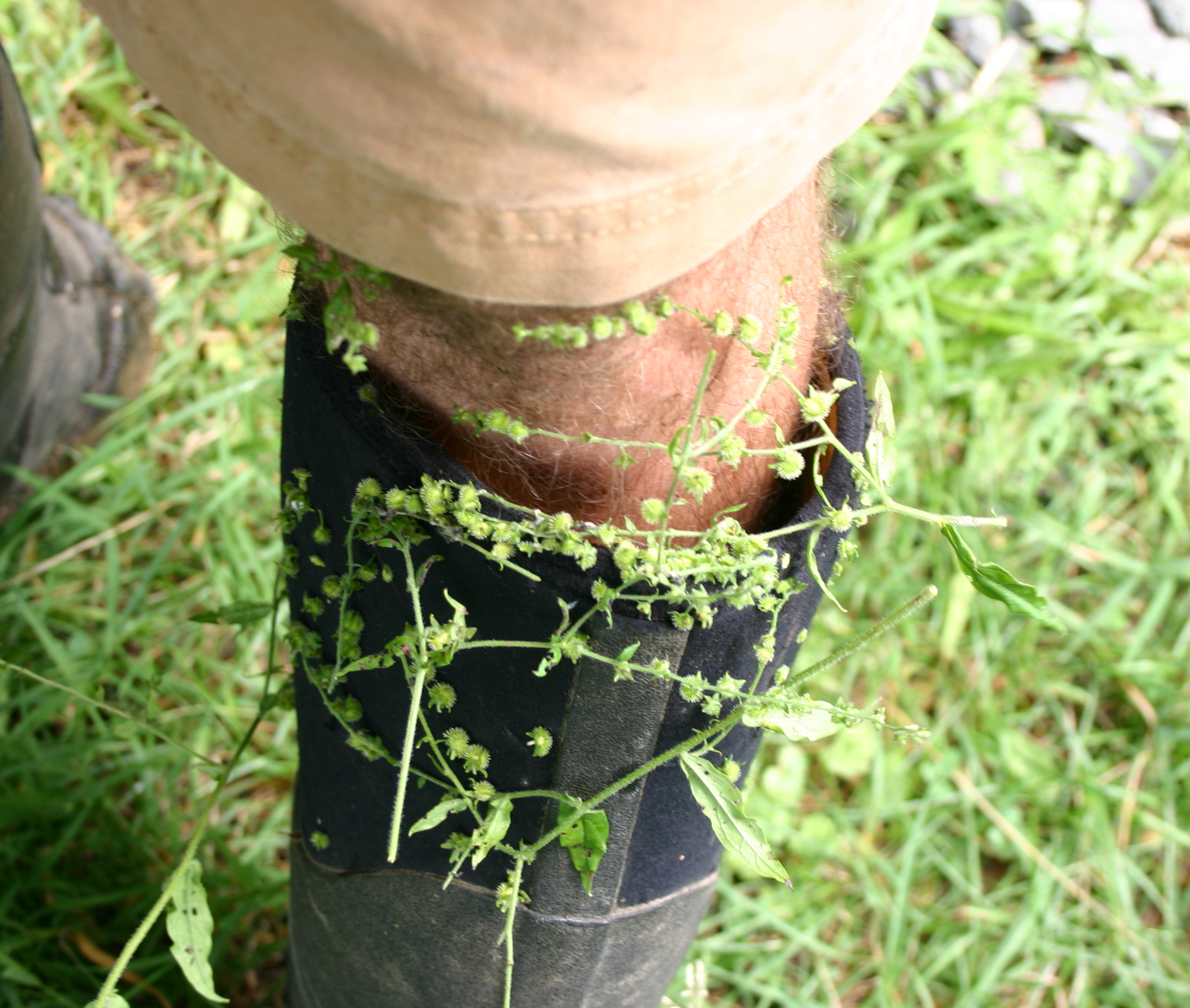
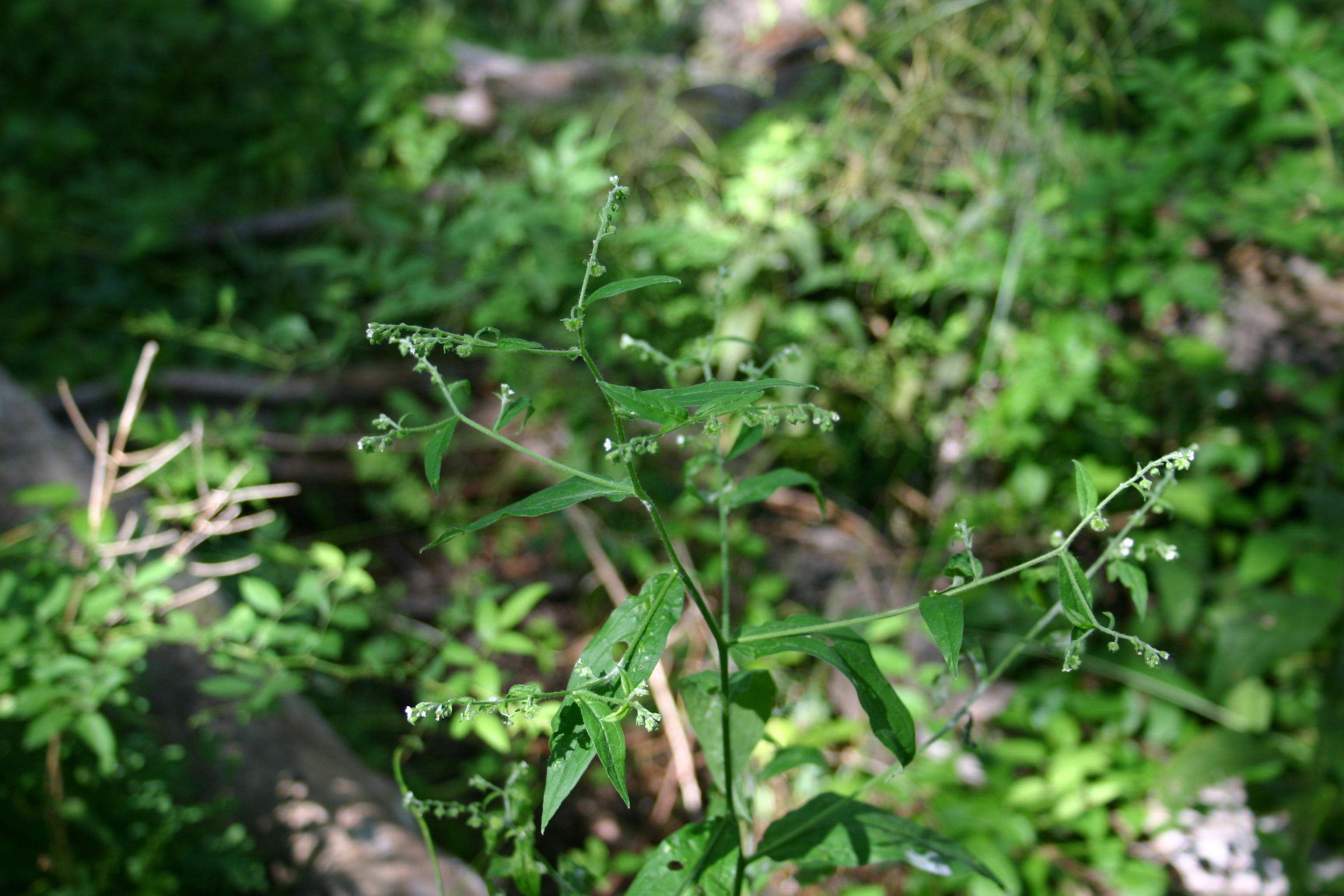
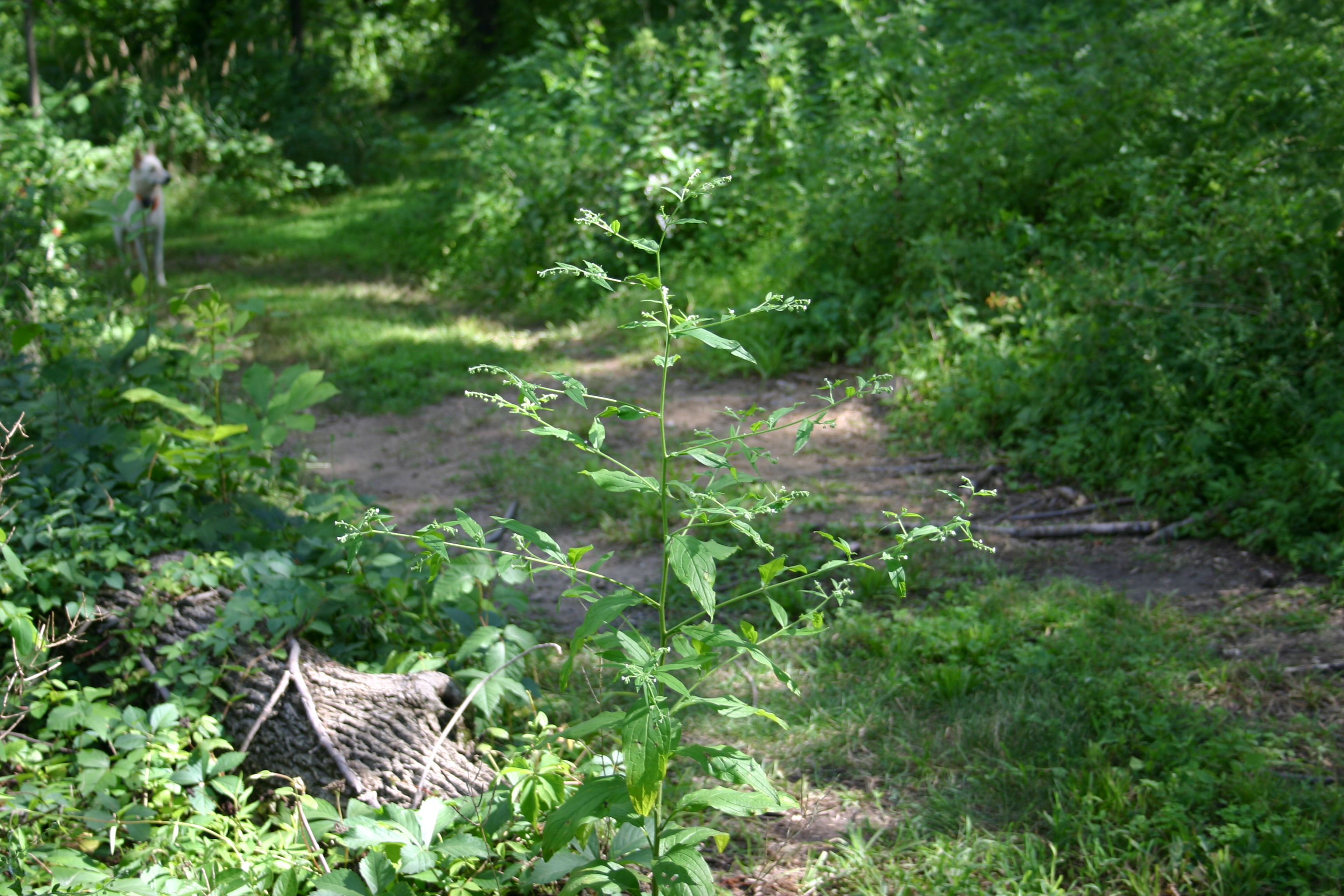